# 회소곡
회소곡(會蘇曲)은 신라 때의 민간 노래이다.
유리 이사금 9년(32년)에 6부의 여자를 두 패로 나누어 왕녀 두 사람으로 하여금 각각 한 패씩 거느리게 하여 7월 기망(旣望, 음력 16일)으로부터 길쌈 내기를 시켜 팔월 보름에 이르러 그 성적을 심사하여 진 편이 이긴 편에게 술과 음식을 대접하여 노래와 춤으로 즐기게 하였다 하는데, 그것을 ‘가배’(嘉俳)라 하였다.
그때에 진 편의 한 여자가 ‘회소(會蘇), 회소(會蘇)’라 하여 그 소리가 매우 슬프고 아름다웠으므로 뒷사람들이 그 소리로 인하여 노래를 지어 불렀는데, 그것이 곧 〈회소곡〉이라는 것이며, 노래 내용은 전하지 않는다. ‘회소’는 지금의 ‘아서라, 말아라’의 뜻인 ‘아소, 마소’의 뜻으로 추측된다.
《삼국사기》 신라본기 제1권 유리 이사금에 그 유래가 기록되어 있다.